# Astro (grup sud-coreà)
ASTRO (en hangul: 아스트로; estilitzat en majúscules ) és una banda de nois de Corea del Sud formada per l'empresa Fantagio. El grup està format per quatre membres: MJ, Jinjin, Cha Eun-woo i Yoon San-ha.
També estava format per Moon bin, que fou trobat mort al seu domicili el 19 d'abril de 2023 al Districte de Gangnam, Seül, Corea del Sud.
Originalment era grup de sis membres, Rocky va abandonar el grup el 28 de febrer de 2023 i Moonbin va morir. Van debutar el 23 de febrer de 2016, amb l'obra de teatre ampliada Spring Up i posteriorment van ser nomenats com un dels millors nous actes del K-pop del 2016 per Billboard.